# Citadelle de Montbéliard
La Citadelle est le quartier nord-ouest de Montbéliard.

## Histoire

### Moyen Âge

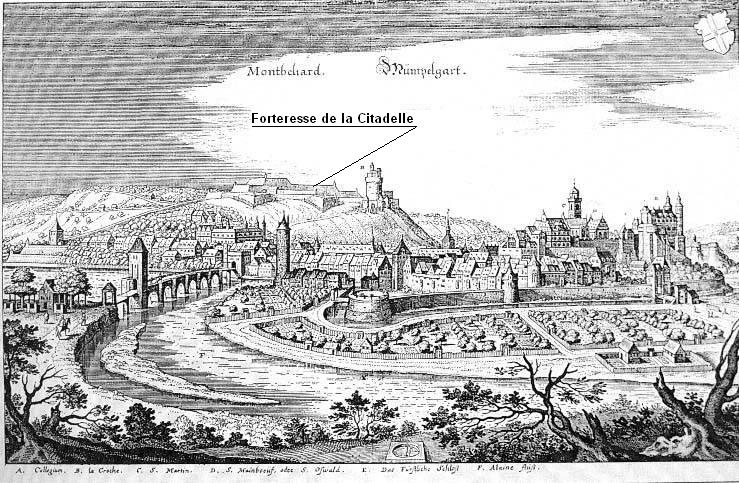
Forteresse de la Citadelle d’après une gravure du XVIIe siècle.

Bien qu’aucune trace de leur installation n’y soit retrouvée, les Romains ont certainement profité de la situation stratégique de l’éperon au-dessus de la confluence de la vallée de la Luzine (Lizaine) venant des Vosges et de l’Allan venant de Suisse.
Ce site, à l’extrémité des « Grande Miches », fut choisi pour l’édification de la tour de guet de la Crôste, dont on parle déjà en 1393 et qui (d’après les gravures), avec ses 30 mètres de haut et ses 10 à 15 mètres de diamètre, en faisait une des plus imposantes constructions du comté. Cette tour figure le point culminant de la forteresse et ses murailles qui s’étendaient jusqu’au sentier dit du « Poêlon ».
De 1483 à 1486, reconstruction du donjon pour le bailli, Marc de Stein.
En 1474, après le siège de Montbéliard par les Bourguignons de Charles le Téméraire, la tour fut le lieu du simulacre d’exécution du comte Henri de Wurtemberg.
À peu de distance existait La Novevelle (ou Neuveville) qui était un village situé au lieu-dit « Fleur d'Épine ». Robert de la Novevelle était témoin en 1173 pour Odon Ier de la Roche d'un acte par lequel Louis de Ferrette ratifiait les libéralités de Gaucher III de Salins en faveur de l'abbaye Notre-Dame de Rosières. Le 20 mars 1481 tout le finage de la Novevelle (incluant le territoire actuel dit Bois Bourgeois) était donné à la ville de Montbéliard par Henri de Wurtemberg. Au cours des XVIIe siècle et XVIIIe siècle des vestiges romains seront découverts sur le territoire.

### Période moderne
Durant la période 1598-1608, l’architecte Wurtembergeois Heinrich Schickhardt reprend les travaux de fortification de la Citadelle et de l’aménagement du quartier de la « Neuve-Ville » (faubourg de Besançon) pour répondre à l’afflux des populations fuyant les persécutions des catholiques contre les réformés.
En 1676, le 5 novembre, devant le refus des Bourgeois de Montbéliard de continuer à maintenir la troupe de mercenaires à la solde du roi Louis XIV de France, le Duc de Luxembourg cerne la ville et désarme la garnison de la forteresse. Le 1er janvier 1677, commence la démolition des fortifications de la Citadelle et du Faubourg ainsi que d’autres grands édifices du comté. Vauban, autre ministre du roi, avait fait établir un plan de reconstruction de la forteresse.
En 1835, un projet de reconstruction de la citadelle est émis par Beurnier. Il ne sera pas réalisé.

### Période 1870 et après
Pendant la guerre franco-prussienne de 1870-1871, les Prussiens occupèrent les hauteurs de la Citadelle et rasèrent le bois de peupliers qui y poussait. Cette position stratégique impliqua que lors de la construction du Fort du Mont Bart (1874-1877), une des pièces d’artillerie fut pointée sur la Citadelle (et qui ne servit jamais).
En 1884, un projet de reconstruction des fortifications de la Citadelle reprend forme et des travaux de terrassement auront lieu pendant quelques mois.

## Cité-jardin

### Le terrain
Haut plateau situé au nord de Montbéliard, occupé par quelques fermes et traversé par les routes caillouteuses qui mènent à Allondans, Aibre ou Désandans (rue louis Pardonnet)  et à Laire et Héricourt (route de Laire et du bois Bourgeois). Deux terrains de tennis avaient été créés, début des années 1930, avant la construction des cités.
Jusqu’à la fin du XIXe siècle, les coteaux sud-ouest de la Citadelle étaient en partie recouverts de vigne dont le vin produit était si « spécial » qu’une boutade dit qu’il fallait être quatre pour boire un verre. En effet, les vignes présentes sur les collines du pays subissaient les froides journées de printemps et ne produisaient pas toutes les années. Les cépages étaient le gamay, le pinot noir et le poulsard. Les meilleurs vins tirés servaient de monnaie d'échange ou pour des pot-de-vin, les plus mauvais étaient réservés à la consommation locale et la saveur aigrelette provoquait, chez certains sujets, des diarrhées appelées trisses en patois, d'où le surnom de Trissus donné aux Montbéliardais (Trisse étant la traduction du patois diarrhée).

### La loi loucheur
Louis Loucheur, Ministre du travail et de la Prévoyance sociale (1926-1930) fait voter une loi dite loi Loucheur du 13 juillet 1928, relative à la construction d’habitations populaires avec l’aide de l’État (HBM et Cite-jardin). Montbéliard est la première ville à profiter de cette loi et décide la construction des Cités-jardins (dont le concept date du XIXe siècle). La première annonce est faite dans l’hebdomadaire « Les Services Publics » du 25 septembre 1929, portant sur la construction de 241 logements sociaux sur 8 hectares de terrain situés sur le plateau de la Citadelle, dont une partie des terrains militaires cédés par le Ministère de la défense en 1932. Aux Archive Municipales de Montbéliard on trouve deux plans d’aménagement, l’un d’août 1929 portant sur 229 logements (architecte Eugène Réess) et l’autre d’avril 1931 portant sur 245 logements (y compris des logements à caractères commerciaux).
La décision d’accueillir une population d’origines sociales et professionnelles très diverses fut très judicieuse. L’excellente entente et la convivialité entre voisins ne commença à faiblir qu’avec l’avènement de la télévision populaire après 1960.
Au début, la scolarité était assurée en ville, à l’école des Halles pour les garçons et aux Fossés pour les filles. Une école mixte fut improvisée dans un des immeubles, au 6 et 8 de la Place Jean Jaurès, jusqu’au 1er octobre 1938 où s’ouvrirent la maternelle de la rue Louis Loucheur et l’école communale de la rue Paul Pesty.

### Le quartier

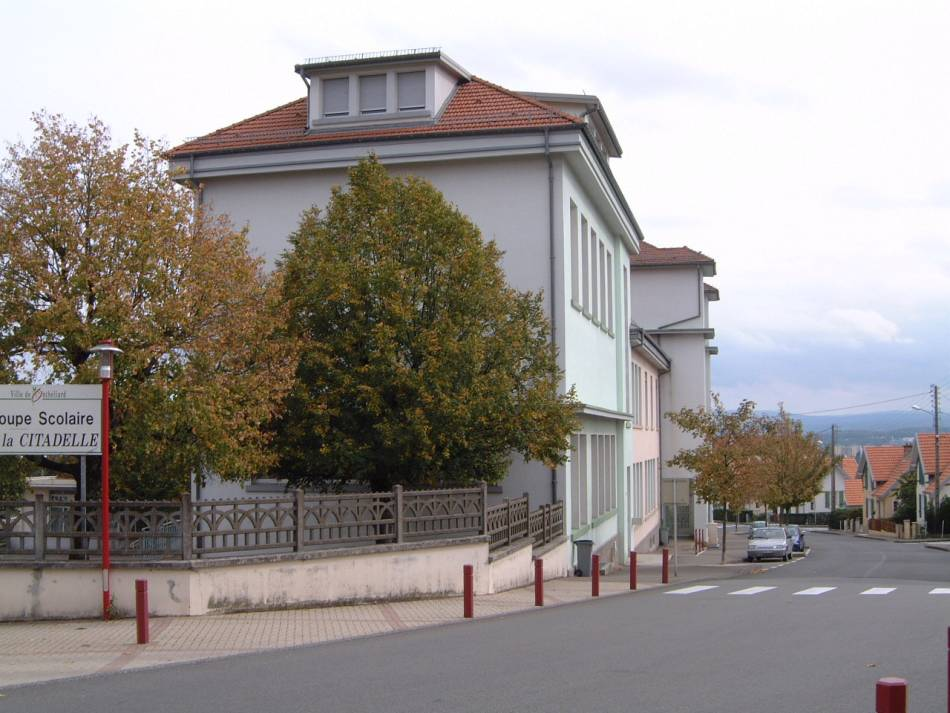
École communale

Quartier de Montbéliard, bâtie à partir de 1930, sous forme de Cités-Jardins, la Citadelle est la première de France à bénéficier de la loi Loucheur en faveur de l'habitation populaire. Constituée dans l'ensemble de petites maisons mitoyennes disposant, chacune, d'un jardin et de son entrée propre.
Seule la "Place Jean-Jaurès" (point le plus élevé à 396 mètres) se verra ornée de quatre immeubles, avec chacun, deux entrées et six appartements par entrée. Deux autres immeubles plus petits sont équipés de boutiques au rez-de-chaussée (une coopérative et une boucherie).
Sa disposition, à l'écart de la ville et de son tumulte, entourée de prairies et de forêts en fait l'endroit le plus privilégié du canton de Montbéliard. Destinée essentiellement à des familles ouvrières de tous horizons, la vie y est particulièrement agréable et conviviale.
À partir de 1963, des terrains situés rue de Laire vers les fermes du Mont-Chevis sont mis en vente pour la construction de pavillons.
Troisième extension par un nouveau lotissement au Mont-Chevis à partir de 2006.
Pour les enfants, le parc Ribot est agréable et gratuit. Il fait partie intégrante du paysage de la Citadelle. Situé juste en bas de l'école Primaire, il est vert toute l'année. En hiver, la luge peut y être pratiquée.
Un Stade situé en bas du quartier Mont Chevis avec un grand et un petit stade de football.
Le parc des Miches au sud avec multiples jeux pour le bonheur des enfants a été créé sur l'emplacement des anciennes fortifications en 1973.

## Associations
- 1952 = Création de la Commune Libre de la Citadelle.
- 1953 = construction des Bains-douches municipaux, tenus par la famille Hennequin.
- [Quand ?]    = Association sportive Chiffogne-Citadelle.
- 1976 = Club du troisième âge.
- 1989 = Association des "amis de la place Jean-Jaurès".
- 1989 = Amicale des Anciens de la Citadelle.